# BMW 003

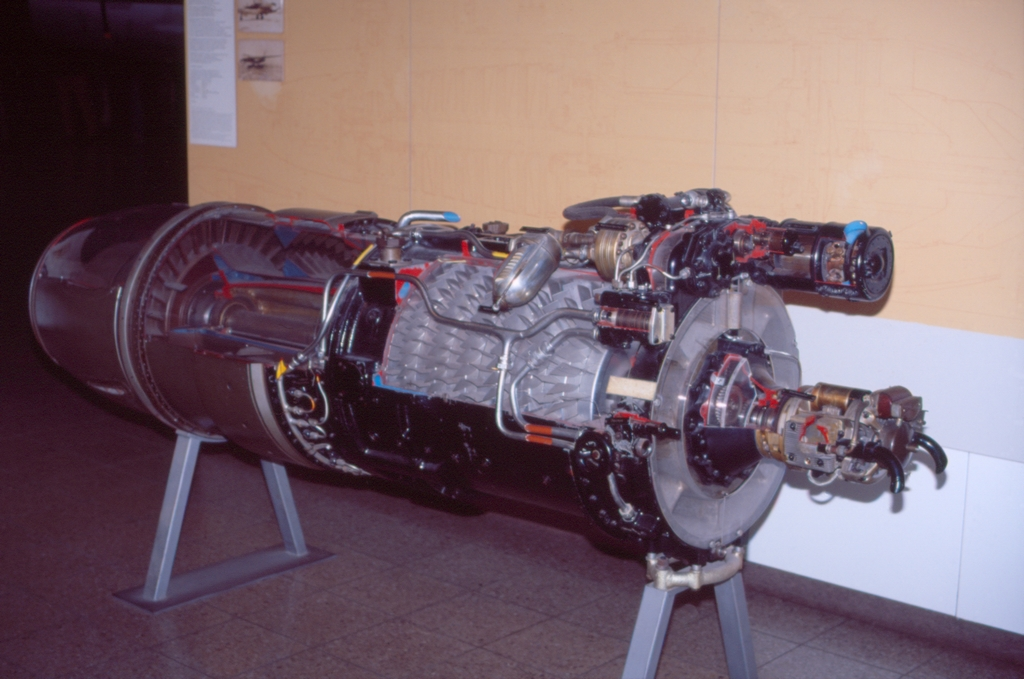
Turbojet-Triebwerk BMW 003

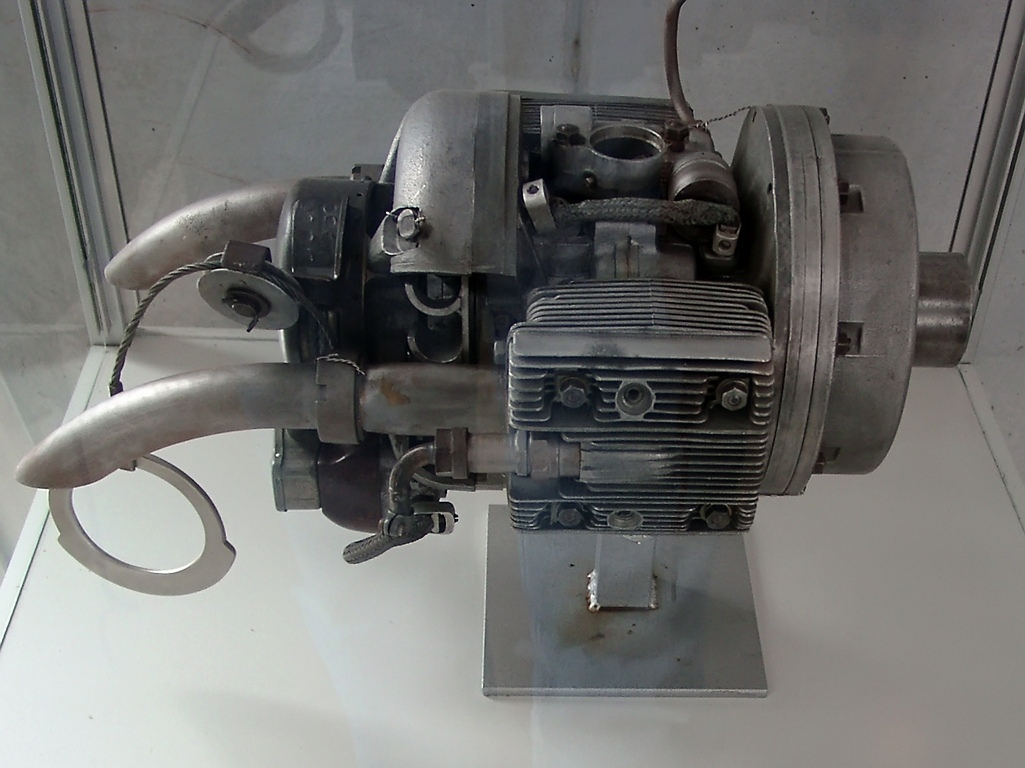
Riedel-Anlasser

Das BMW 003 ist ein Einwellen-Strahltriebwerk des deutschen Herstellers BMW (Bayerische Motoren Werke). Es wurde als erstes Strahltriebwerk überhaupt mit einer Ringbrennkammer ausgerüstet und verfügte über innengekühlte Turbinenschaufeln. Sowohl der siebenstufige Verdichter als auch die einstufige Turbine waren in axialer Bauart ausgeführt. Die Schubdüse war verstellbar. Zum Anlassen des Triebwerks diente der bei Victoria in Nürnberg gebaute 
„Riedel-Anlasser“, ein Zweizylinder-Zweitakt-Boxermotor mit extrem kurzem Hub (270 cm3 Hubraum und 10,5 PS Leistung bei 7150 min−1), der elektrisch oder mit einem Seilzugstarter gestartet wurde.

## Entwicklung
Die komplizierte, aber leistungsfördernde Bauart führte immer wieder zu Verzögerungen des Programms. 1939 wurde das Projekt mit der RLM-Nummer 109-003 unter der Leitung von Hermann Oestrich bei der Brandenburgische Motorenwerke GmbH (Bramo) in Berlin-Spandau begonnen. Die interne Bezeichnung lautete P3302. Im gleichen Jahr übernahm BMW das Unternehmen und führte die Entwicklung in der BMW-Flugmotorenwerke Brandenburg GmbH weiter. Die Forschung und Entwicklung verblieben in Spandau und dem Zweigwerk Basdorf in Brandenburg. Eine parallele Entwicklung mit einem gegensinnig zur Turbine laufenden Kompressor (RLM 109-002) wurde eingestellt.
Es wurden zunächst zehn Versuchstriebwerke mit der Bezeichnung P3302 V1–V10 aufgelegt, die über einen sechsstufigen Verdichter verfügten. Das erste Triebwerk lief bereits Ende 1940, entwickelte jedoch zunächst bedeutend weniger Schub als errechnet; anstatt der projektierten 600 kp, rund 5.8 kN, waren es lediglich etwa 250 kp. Aber auch der spezifische Kraftstoffverbrauch war zu hoch und es gab oft Brüche der Turbinenschaufeln. Grundsätzliche Probleme führten zu einer weitgehenden Umkonstruktion.
Es wurde eine neue Versuchsreihe von sechs Triebwerken mit der Bezeichnung P3302 V11–V16 aufgelegt, die größer ausgeführt waren und einen siebenstufigen Verdichter besaßen. Diese Triebwerke erzeugten zunächst einen Schub von 450 kp; ab Anfang 1942 waren es dann 550 kp.

## Erprobung
Die Flugerprobung begann Mitte 1941 mit einer umgebauten Bf 110. Der erste Einsatz des Triebwerks an einem Prototyp der Me 262 im März 1942 endete jedoch fast in einer Katastrophe, weil eines der Triebwerke im Flug ausfiel und das andere zur Sicherheit abgestellt werden musste. Die Me 262 wurde daraufhin für das Junkers Jumo 004 umkonstruiert.
Es kam zu einer grundlegenden Umarbeitung des Triebwerkes, das die RLM-Bezeichnung BMW 003 bekam. Dabei gelang es, Probleme mit Schwingungsbrüchen der ersten Verdichterstufe zu beseitigen und die Kühlung der hohlen Turbinenschaufeln wesentlich zu verbessern. Mitte 1943 wurden die ersten zehn Serientriebwerke mit der Serienkennung BMW 003 A-0 vom RLM in Auftrag gegeben. In Prüfstandläufen wurden regelmäßig Schübe von 800 kp erreicht. Im Oktober 1943 begann die Flugerprobung mit einem unter einer Ju 88 montierten Triebwerk, die ebenfalls erfolgreich verlief. Im Dezember wurden regelmäßig Dauerläufe von 50 Stunden Volllast erreicht. Daraufhin wurde die Stückzahl der A-0-Serie auf 100 Stück erhöht.

## Serienfertigung und Einsatz
Ab August 1944 wurde das Triebwerk mit der Bezeichnung BMW 003 A-1, das dem A-0-Standard entsprach, in Serie produziert. Der Ausstoß betrug etwa 100 Triebwerke pro Monat. Sowohl die Heinkel He 162 als auch die Arado Ar 234 wurden serienmäßig mit diesem 800 kp Schub liefernden Triebwerk ausgerüstet, da nicht genügend leistungsfähigere Triebwerke vom Typ Jumo 004 verfügbar waren.

## Weitere Varianten

### BMW 003 A-2
Triebwerk auf Basis des A-1, jedoch in einer optimierten Ausführung, um möglichst keine Sparstoffe einsetzen zu müssen. Die Leistung blieb dabei gleich und es wurde in die Serienfertigung überführt.

### BMW 003 C
Triebwerk mit geändertem, ebenfalls siebenstufigem Verdichter von der BBC. Der Standschub erhöhte sich auf 900 kp, es gab aber nur Versuchstriebwerke.

### BMW 003 D
In der Entwicklung befindliche Variante mit zweistufiger Turbine und achtstufigem Kompressor. Projektierter Standschub 1100 kp. Das Triebwerk wurde nicht ausgeführt.

### BMW 003 E-1
Ausführung wie A-1, jedoch mit geänderter Aufhängung für He 162.

### BMW 003 E-2
Ausführung wie A-2, jedoch mit geänderter Aufhängung für He 162. Das Triebwerk konnte für 30 Sekunden auf 923 kp Schub überlastet werden. Serientriebwerk He-162 A2.

### BMW 003 R
Eine Variante des BMW 003A wurde mit einem kleinen Raketenmotor kombiniert, der für kurze Zeit zusätzlich etwa 1000 kp Schub liefern konnte. Dieses Kombinationstriebwerk, das sowohl an der Me 262 als auch an der He 162 getestet wurde, bekam den Namen BMW 003R.

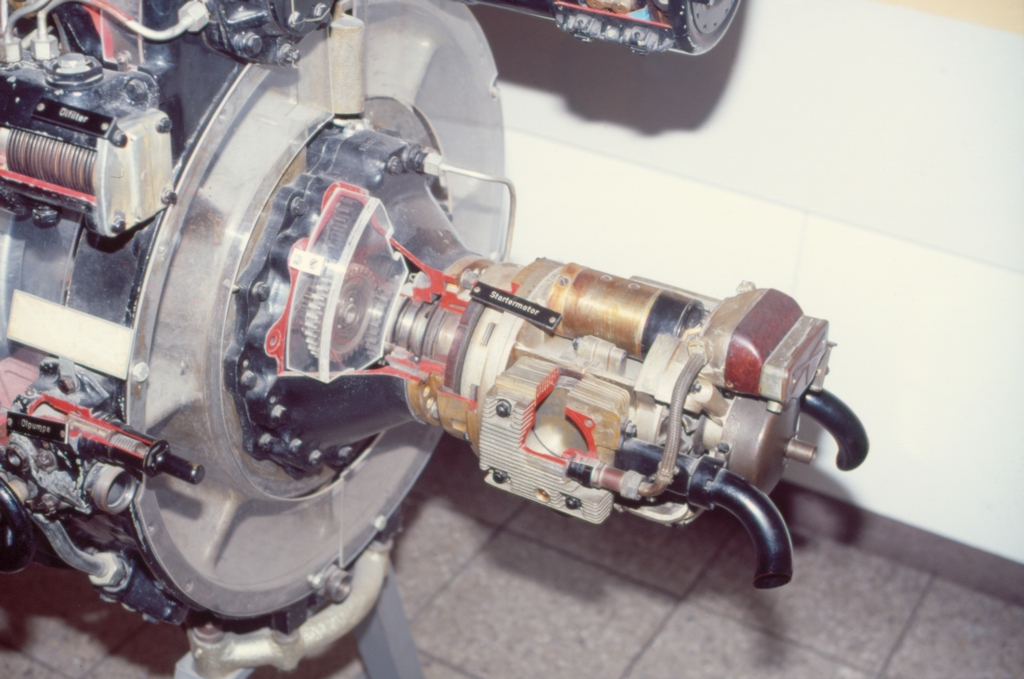
Riedel-Anlasser ohne Verkleidung
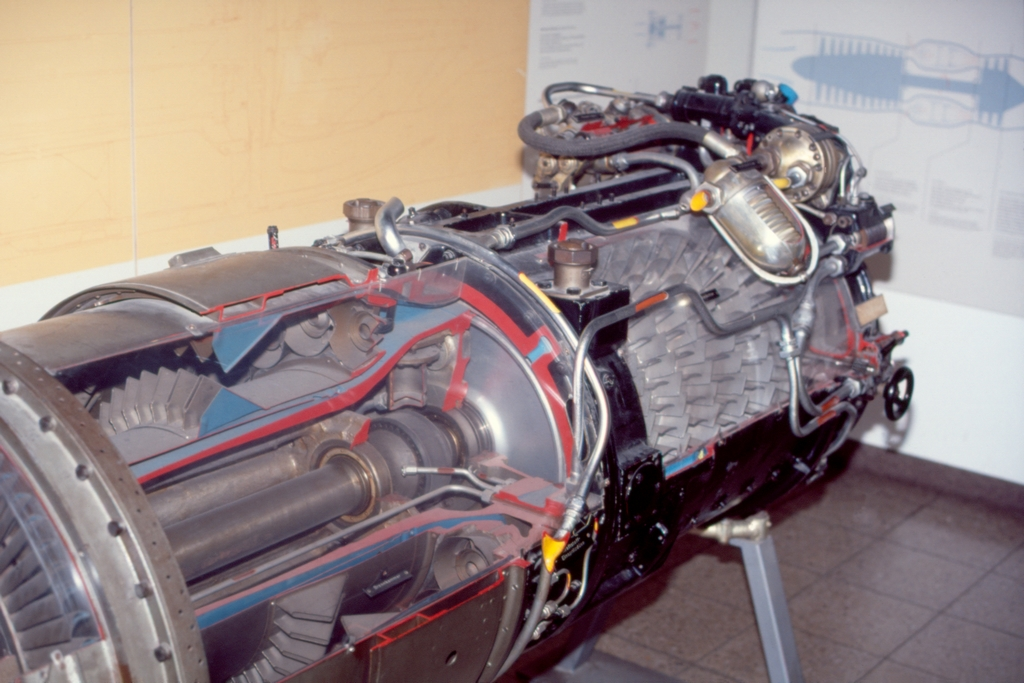
Verdichter, Brennkammern und Turbine
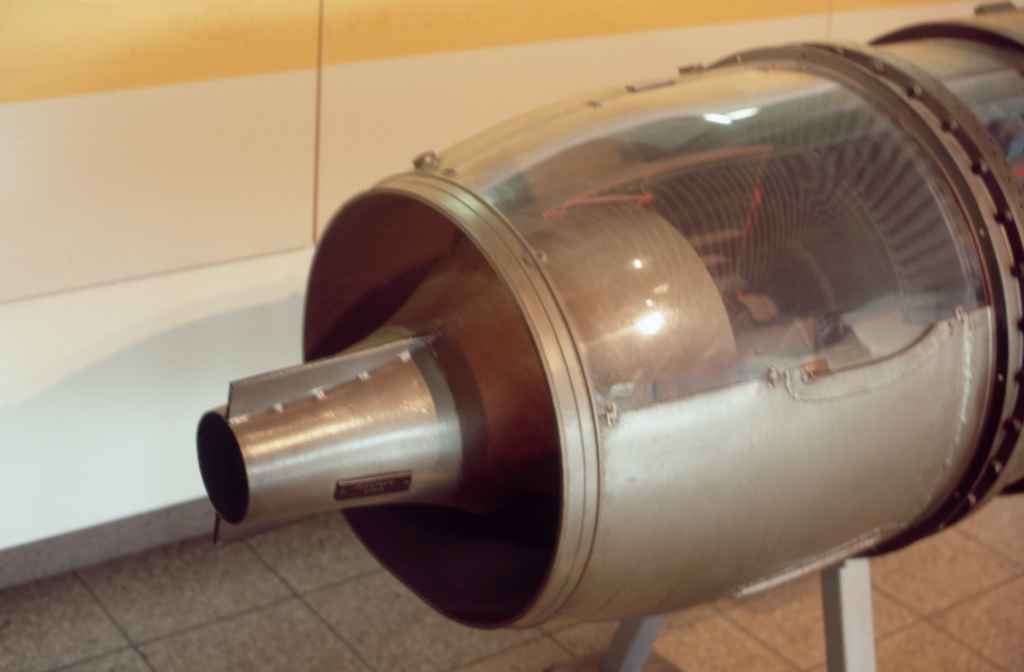
Verstellbare Schubdüse

### Ishikawajima Ne-20

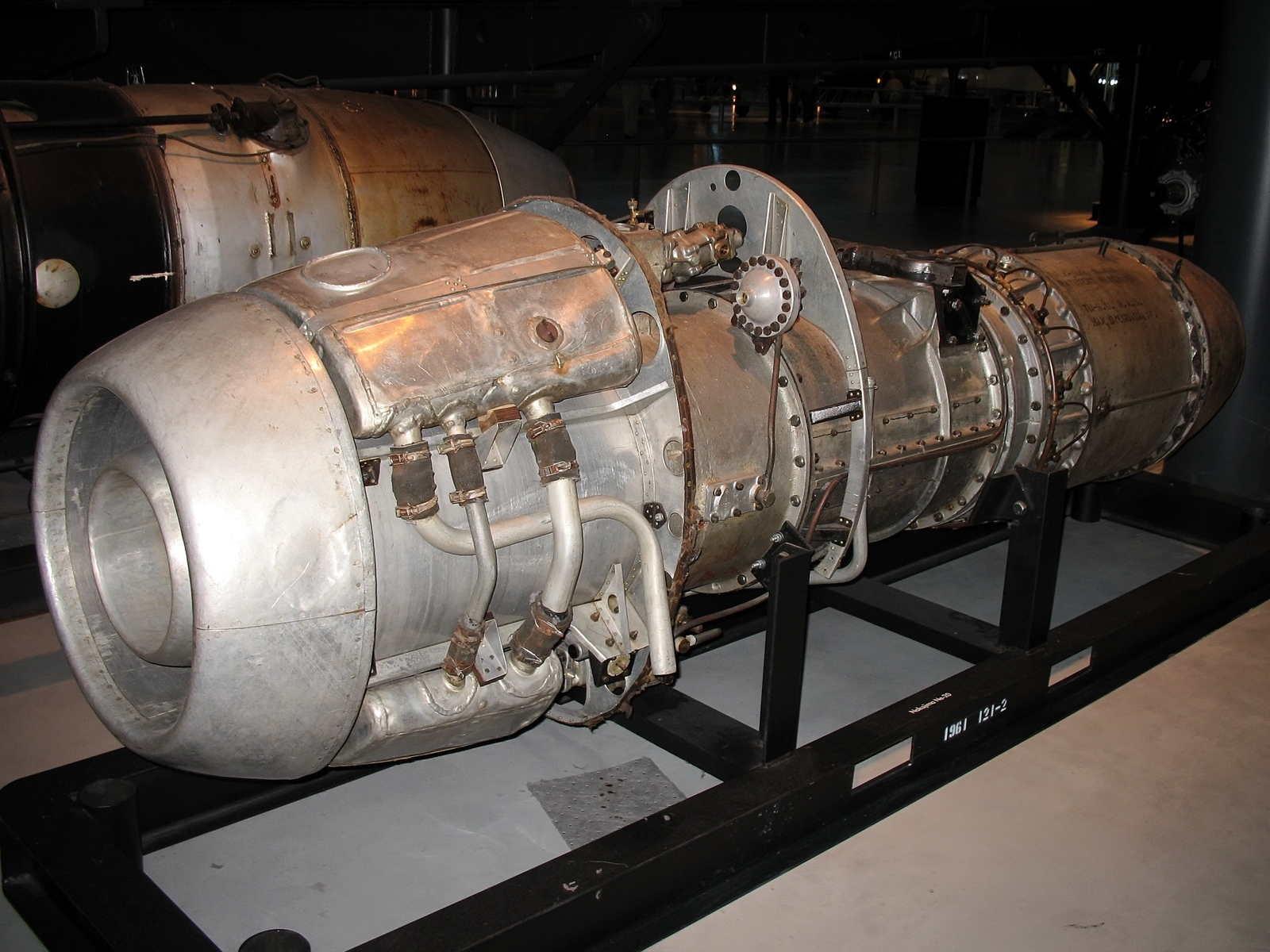
Ishikawajima Ne-20

1944 wurden Lizenzverhandlungen zur Produktion des BMW 003 in Japan bei der Firma Ishikawajima erfolgreich zum Abschluss gebracht. Aufgrund der Kriegslage gelangten jedoch nur Blaupausen und Fotos nach Japan. Auf deren Basis wurde das japanische Ishikawajima Ne-20 konstruiert. Der japanische Nachbau lieferte jedoch einen Maximalschub von nur 4,6 kN im Vergleich zu den 7,8 kN des BMW 003.

### RD-20 und RD-21
In der Sowjetunion wurde es nach dem Zweiten Weltkrieg noch eine Zeit lang als RD-20 weiterproduziert und bei der MiG-9 in Serie eingesetzt. Eine Variante mit höherer Leistung durch Nachbrenner wurde RD-21 oder RD-20F genannt.

## Weitere Entwicklungen
Es wurden insgesamt etwa 750 dieser Triebwerke während des Krieges gebaut, die meisten kamen aber nicht mehr zum Einsatz. Produziert wurde das Triebwerk in Basdorf und in den Mittelwerken.
Der Entwicklungsleiter Oestrich floh zunächst nach Österreich, erhielt dann aber ein Angebot von Voisin, das zur SNECMA gehörte. Er entwickelte dort das SNECMA-Atar-Triebwerk.

## Technische Daten BMW 003 A-1
- Länge: 3,53 m
- Durchmesser: 690 mm
- Gewicht: 562 kg
- Schub: 7,8 kN
- Höchstdrehzahl: 9500 min−1
- Spezifischer Verbrauch: 1,31 kg/kp/h